# Vaarwel Zaïre

De ligging van Zaïre in Centraal-Afrika.

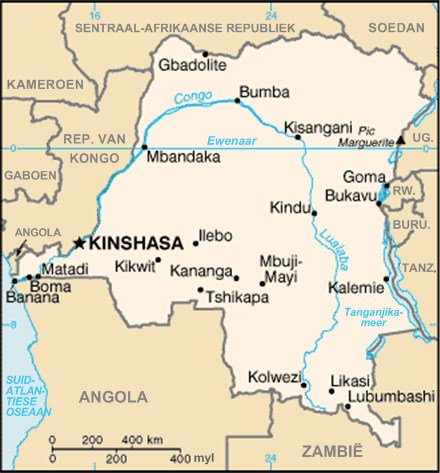
Een detailkaart van Zaïre.

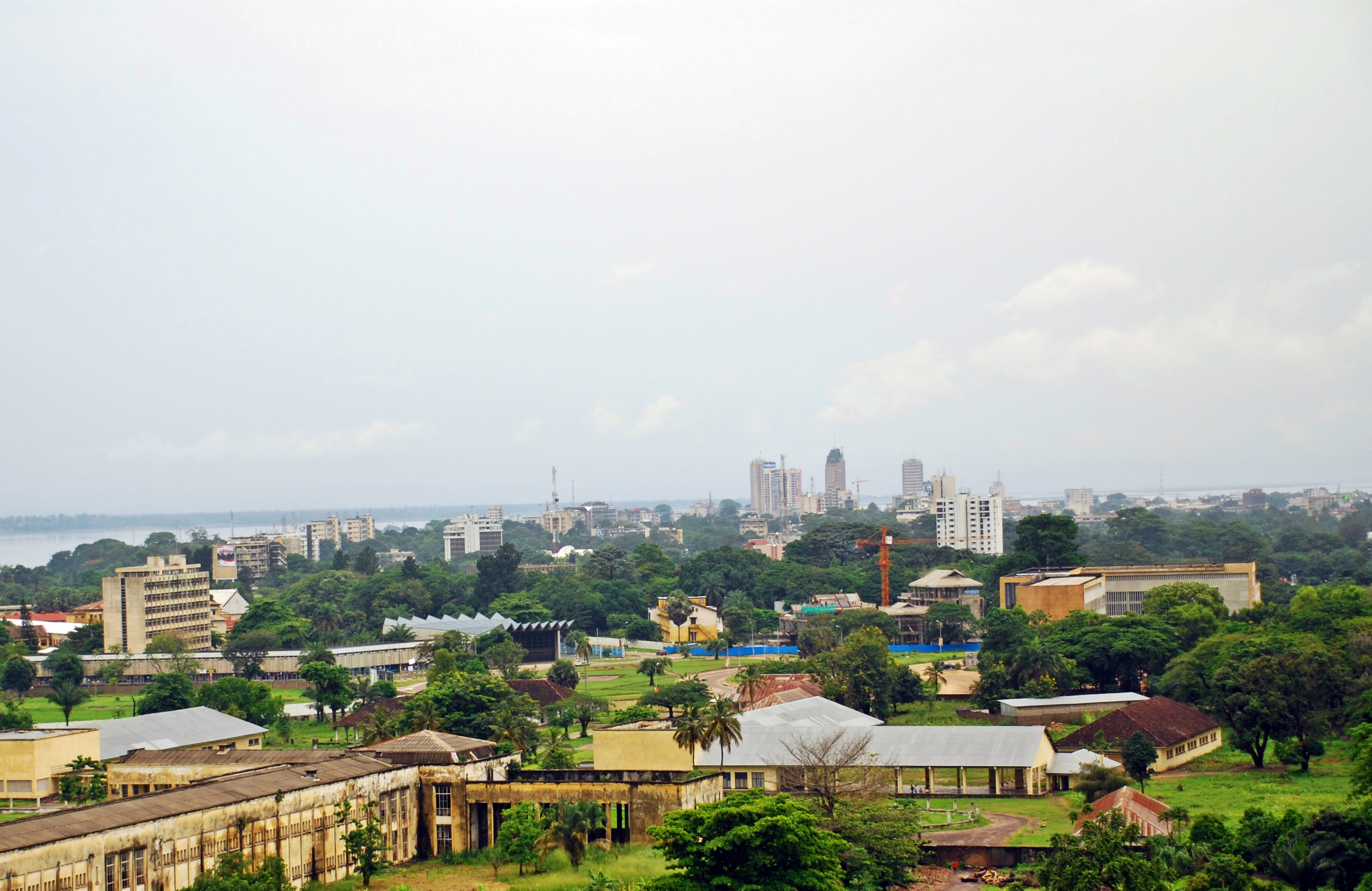
De hoofdstad Kinshasa.

Vaarwel Zaïre is een spionageroman van auteur Gérard de Villiers en is het 128e deel uit de S.A.S.-reeks met als protagonist de Oostenrijkse prins en freelance CIA-agent Malko Linge.

## Het verhaal
De aan de Amerikaanse ambassade in Kinshasa verbonden CIA-agent Hugh Thomas wordt vermoord aangetroffen naast een koffer met geld ter waarde van 350.000 Amerikaanse dollars.
De CIA staat voor een raadsel.
Zaïre, waar rebellenleider Laurent-Désiré Kabila in een hevige strijd is gewikkeld met predident Mobutu Sese Seko, verkeert in een staat van chaos.
Malko vertrekt in opdracht van de CIA naar Kinshasa om de redenen achter de mysterieuze moord op Thomas te achterhalen.
Malko ontdekt dat Thomas er een vriendin op nahield. Deze lokale schoonheid is echter op de vlucht geslagen voor de milities van Mobutu. De reden hiervan blijkt een samenzwering te zijn waarbij zowel Mobutu als de gouverneur van de Zaïrese Centrale Bank deel van uitmaken.
Op zoek naar de vriendin van Thomas wordt Malko opgejaagd door Mobutu's militie en pygmeeën. De pygmeeën staan bekend als notoire gifmengers. Zal Malko deze opdracht in donker Afrika kunnen overleven?

## Personages
- Malko Linge, een Oostenrijkse prins en CIA-agent;
- Hugh Thomas, een CIA-agent in Zaïre;